# Niels Erik Nørlund

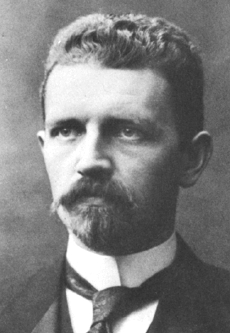
Niels Erik Nørlund

Niels Erik Nørlund (* 26. Oktober 1885 in Slagelse; † 4. Juli 1981) war ein dänischer Mathematiker und Astronom.

## Leben
Er studierte bis zu seiner Promotion im Jahr 1910 an der Universität Kopenhagen. 1921/22 war er Professor an der Universität Lund und von 1922 bis 1956 an der Universität Kopenhagen und zusätzlich von 1928 bis 1955 Direktor des dortigen Geodätischen Instituts. Im akademischen Jahr 1933/34 amtierte er als Rektor der Universität.
Seine mathematischen Interessen lagen hauptsächlich auf dem Gebiet der Differenzenrechnung und der Theorie der unendlichen Reihen. Er untersuchte Fakultätenreihen, eulersche und bernoullische Polynome.
Nørlund schätzte eine geschmackvolle Umgebung und besaß eine schöne Wohnung mit einer umfangreichen Bibliothek. Er liebte Bücher in schönen Einbänden. Seine Bibliothek vermachte er einige Jahre vor seinem Tod der Universität Odense (seit 1988 Universität von Süddänemark).
1920 hielt er einen Plenarvortrag auf dem Internationalen Mathematikerkongress in Straßburg (Sur les équations aux différences finies).
Von 1927 bis 1933 war Nørlund Präsident der Königlich Dänischen Akademie der Wissenschaften. Er gehörte zahlreichen weiteren Akademien an, u. a. der Königlich Schwedischen Akademie der Wissenschaften, der Königlichen Physiographischen Gesellschaft in Lund, der Norwegischen Akademie der Wissenschaften, der Royal Society, der Royal Astronomical Society, der Académie des sciences und der Leopoldina.

## Schriften
- Vorlesungen über Differenzenrechnung. Springer-Verlag, Berlin 1924.
- Vermessungsarbeiten in Grönland, Island und Dänemark. Darmstadt 1939.
- The logarithmic solutions of the hypergeometric equation. Mat. fys. Skr. K. danske Vidensk. Selsk. 5, 1963, S. 1–58.